# Абашидзе, Анастасия Васильевна
Анастасия (Тасо) Васильевна Абашидзе (груз. ანასტასია (ტასო) ვასილის ასული აბაშიძე; 17 [29] марта 1881, Тифлис — 15 сентября 1958, Тбилиси) — грузинская советская актриса. Народная артистка Грузинской ССР (1943).

## Биография
Родилась в семье грузинских актёров Васо Абашидзе и Мако Сапаровой-Абашидзе. Её крёстным был поэт Александр Казбеги. В раннем детстве родители разошлись, Тасо воспитывалась в семье матери. Отец тем не менее неоднократно пытался похитить ребёнка. Мать Тасо была не только актрисой, но антрепренёром, арендуя несколько театров. Работали у Мако и бывший супруг Васо Абашидзе и знаменитый артист и режиссёр Котэ Месхи. В доме был достаток, девочка росла в артистической среде, в доме матери бывали деятели грузинской культуры: братья Илья, Акакий и Иван Мачабели, Важа-Пшавела, Антон Пурцеладзе, Габриэл Сундукян, Авксентий Цагарели, Иродион Евдошвили, Григол Абашидзе и другие.
Тасо впервые появилась на сцене в пятилетнем возрасте в роли Жанны в пьесе Эмиля де Жерардена «Фру-Фру». Пьеса игралась на русском языке в связи с приездом в Тифлис актрисы М. Г. Савиной. Школьное образование получала в училищах Телави и Тифлиса, затем училась в первой Тифлисской женской гимназии. Когда будущей актрисе исполнилось 17 лет, театральный бизнес матери потерпел крах. В это время у девушки появилась заболевание слуха и мать повезла её для лечения в Вену к профессору Урбанчичу. По дороге они сделали остановку в Киеве, где посетили местные театры, также активно они посещали театры и Вене. Лечение прошло успешно и мать с дочерью поехали в Париж, где также активно знакомились с театральной жизнью, а Тасо обучалась пению.
После возвращения из Парижа, Тасо дебютировала в 1899 в Тифлисской грузинской драматической труппе. Выступала как травести, играла комедийные роли. Пела в операх и опереттах. С 1921 играла в Театре имени Руставели (Тбилиси). С 1926 работала в Чиатурском театре, в 1934-48 — в Театре имени Марджанишвили (Тбилиси). Написала «Воспоминания» (1954), в которых описан почти весь жизненный и творческий путь, пройденный артисткой.
Была замужем за театральным художником Валерианом Сидамон-Эристави.

## Некоторые роли
Сыграла около 100 ролей:
- Автандил («Свет» Иосифа Гедеванишвили),
- Рипсиме («Затмение солнца в Грузии» Зураба Антонова),
- Машо («Деньги и происхождение» Азиани).

Оперные партии:
- Керубино в опере Моцарта «Свадьба Фигаро», написанную композитором для сопрано.
- Кармен в одноимённой опере Бизе.

В опереттах:
- «Перикола» — Жака Оффербаха,
- «Маскотта» — Эдмона Одрана и др.